# Service géologique de Belgique
Pour les articles homonymes, voir GSB.
Le Service géologique de Belgique ou Geological Survey of Belgium est un institut fédéral de recherche en géologie belge. C'est un département de l'Institut royal belge des sciences naturelles. L'institut est un centre de ressources et partenaire de projets, qui produit des cartes, des livres et des bases de données sur la géologie en Belgique. Le SGB est membre de la European Geological Surveys (Services géologiques européens).

## Historique
L'institut est fondé le 16 décembre 1896 par arrêté royal:

« Par arrêté royal du 16 décembre 1896, il est institué à l'administration centrale des mines un service géologique chargé spécialement de l'étude des questions relatives aux gisements des matières extractives et à l'hydrologie. »

Cette création vise à répondre aux besoins croissants de l'industrie belge en matière d'exploration minérale, notamment les ressources en charbon, pour soutenir la révolution industrielle. Depuis lors, ses missions ont évolué pour inclure la gestion durable des ressources naturelles, la recherche sur le climat et la résilience aux catastrophes naturelles, contribuant ainsi à un avenir plus durable.
Elle constitue aujourd'hui un département de l'Institut royal belge des sciences naturelles. Il comprend deux principaux départements: un centre de documentation pour les sciences de la terre (données géologiques et hydrogéologiques) et un département de recherche et développement.
Depuis 2023, une des priorités du SGB est de développer la géothermie de basse énergie, destinée à la production de chaleur.

## Diffusion de connaissance
En 2017, le SGB publie un grand projet de modélisation stratigraphique de la région de Bruxelles intitulé « Brustrati3D ». Ce projet permet de modéliser les altitudes des toits, les extensions et les épaisseurs des différentes unités stratigraphiques de la région, de la base des formations quaternaires au toit du socle Paléozoïque.
En 2024, dans le cadre du règlement européen sur les matériaux critiques, le SGB publie une grande base de donnée des données de sous-sol disponibles pour aider au lancement d’un programme d’exploration national.

## Collection
L'institut possède une importante collection géologique avec 40 km de carottes de forage et plus d’un million de roches et de minéraux.